# 桐嶋直志
桐嶋 直志（きりしま なおし、4月27日 - 2018年2月22日）は、日本のボーカリスト、ギタリスト。岡山県出身。

## 経歴
14歳の頃から作曲を始める、当時はドラマーであった。17歳で仲間と府中けやきホール（収容人数約500人）にてライブを開催するが、チケットをキャパシティの倍である1000枚販売してことで入場できない客から苦情が殺到した。
20歳の頃、当時組んでいたバンドのボーカルと喧嘩してボーカルが脱退、既に決まっていたライブを中止出来なかったため作詞・作曲担当の桐嶋がボーカルを担当。その2回目のライブにてSony Recordsよりスカウト。
2018年3月5日、同年2月22日に心不全のため死去していたことが、ボーカルを務めるバンド「BLIND BIRD」の公式ホームページで発表された。

## ディスコグラフィ

### BIG LIFE
- 須原直史名義
- 1994年 - 1996年、Gt.手島いさむ、Ba.笹尾武志、Dr.足立利浩
- SINGLE 『CRY』 (1994.07.21)　ストリートファイターII MOVIE挿入歌。
- ALBUM 『the 1st Recording』 (1994.11.02)

### THE TRANSFORMER
- 1998年、THE TRANSFORMER（トランスフォーマー）結成。（本郷信（ギター）、石川俊克（ベース））
- 2月 インディーズ盤ミニアルバム『赤い花』及びEPシングル『赤い花』をリリース。
- 1999年  THE TRANSFORMERSony Musicよりメジャー・デビュー。
- 1st MAXI SINGLE 『赤い花』（1999.05.21）
- 2nd MAXI SINGLE 『Nothing to lose』（1999.06.19）
- 3rd MAXI SINGLE 『錆びた雨』（1999.07.23）
- 4th MAXI SINGLE 『クルッタキセツ』（1999.08.21）
- 5th MAXI SINGLE 『あるがままに』（1999.10.21）
- 1st ALBUM 『感情漂流』（1999.12.01）
- 6th MAXI SINGLE 『真実の色彩』（2000.04.19）
- 7th MAXI SINGLE 『水の中の小さな太陽』（2000.07.19）
- 8th MAXI SINGLE 『ONE』（2001.10.01）
- 2nd ALBUM 『空』（2001.10.01）
- MINI ALBUM 『Drei ドライ』（2003.09.17）
- MINI ALBUM 『5 -ゴウ-』（2003.09.17）
- LIVE DVD 『BLIND DATE』（2003.12.10）
- 3rd ALBUM 『LONE STAR』（2004.02.25）
- 4th MINI ALBUM 『new freedom』（2007.07.21）
- 5th MINI ALBUM 『Transformer』（2007.08.03）

### Blind Bird
- 2010年 Blind Bird（ブラインド バード）結成。（河野 充生（ベース）、山口‘PON’昌人（ドラム）、小松 優也（ギター））
- 1st ALBUM 『Blind Bird』（2011.1）
- 2nd ALBUM 『MESCAL SOUL DRIVE』（2012.7.20）
- 3rd ALBUM 『仮想粒子』（2014.7.23）